# Matterhorn (film)
Matterhorn – holenderski komediodramat z 2013 roku w reżyserii Diederika Ebbinge.

## Obsada
- René van ’t Hof(inne języki) jako Theo
- Ton Kas Ton Kas(inne języki) jako Fred
- Porgy Franssen(inne języki) jako Kamps
- Ariane Schluter(inne języki) jako Saskia
- Elise Schaap(inne języki) jako Trudy
- Alex Klaasen(inne języki) jako syn Freda